# József Csatári
József Csatári [ˈjoːʒɛf ˈtʃɒtaːri] (* 17. Dezember 1943 in Budapest; † 30. Januar 2021) war ein ungarischer Ringer.

## Werdegang
József Csatári begann 1958 bei Kinizsi Húsos mit dem Ringen. Durch fleißiges Training errang er schon im Jugend- und Juniorenbereich ungarische Meisterschaften. 1965 wurde er deshalb zu Ferencváros Budapest delegiert. Dort wurde Andor Mángó sein Trainer. 1963 wurde er, erst 20 Jahre alt, schon zum ersten Mal bei einer internationalen Meisterschaft eingesetzt. Er rang sowohl im griechisch-römischen, als auch im freien Stil. Im freien Stil in der Halbschwergewichts- und Schwergewichtsklasse, im griechisch-römischen Stil meist in der Superschwergewichtsklasse. Er gewann insgesamt sechs Medaillen, darunter zwei olympische Bronzemedaillen (1968 und 1972) und erreichte noch viele gute Platzierungen. 
Nach Beendigung seiner Laufbahn als aktiver Ringer studierte er an einem Technikum und war ab 1976 in der Leitung des Großvereines Honvéd Budapest tätig.

## Internationale Erfolge
(OS = Olympische Spiele, WM = Weltmeisterschaft, EM = Europameisterschaft, F = Freistil, GR = griechisch-römischer Stil, Hs = Halbschwergewicht, bis 1968 bis 97 kg Körpergewicht, S = Schwergewicht, ab 1969 bis 100 kg Körpergewicht, SS = Superschwergewicht, ab 1969 über 100 kg Körpergewicht)
- 1963, 6. Platz, WM in Helsingborg, GR, Hs, mit Siegen über Lucjan Sosnowski, Polen, Rudolf Feist, Schweiz, einem Unentschieden gegen Eugen Wiesberger, Österreich und einer Niederlage gegen Nicolae Martinescu, Rumänien;
- 1966, 3. Platz, EM in Karlsruhe, F, Hs, mit Siegen über Peter Jutzeler, Schweiz, Marcel Levasseur, Frankreich, einem Unentschieden gegen Wassil Todorow, Bulgarien und Niederlagen gegen Schota Lomidse, UdSSR und Ahmet Ayik, Türkei;
- 1967, 4. Platz, EM in Istanbul, F, Hs, mit Siegen über Ion Marton, Rumänien, einem Unentschieden gegen Hjusni Hjusniew, Bulgarien und einer Niederlage gegen Lomidse;
- 1968, 4. Platz, EM in Skopje, F, Hs, mit Siegen über A. Mc Connell, Vereinigtes Königreich, Jutzeler, einem Unentschieden gegen Attila Balogh, Ungarn und einer Niederlage gegen Wladimir Gulutkin, UdSSR;
- 1968, Bronzemedaille, OS in Mexiko-Stadt, F, Hs, mit Siegen über Edward Millard, Kanada, Hollogin Baianmunch, Mongolei, Jutzeler und Niederlagen gegen Lomidse und Ayik;
- 1969, 5. Platz, EM in Sofia, F, S, mit Sieg über André Meindt, Rumänien und Niederlagen gegen Todorow und Gulutkin;
- 1970, 4. Platz, EM in Berlin, F, S, mit Sieg über Karel Engel, ČSSR und Balogh und Niederlagen gegen Todorow und Ayik;
- 1970, 2. Platz, WM in Edmonton, GR, SS, mit Siegen über Chris Taylor, USA und Art Freschette, Kanada, Unentschieden gegen Edward Wojda, Polen und Martinesu und einer Niederlage gegen Anatoli Roschtschin, UdSSR;
- 1970, 8. Platz, WM in Edmonton, F, S, mit Sieg über Abolfazl Anvari, Iran, einem Unentschieden gegen Todorow und einer Niederlage gegen Gıyasettin Yılmaz, Türkei;
- 1971, 4.Platz, WM in Sofia, F, S, mit Siegen über Shizuo Yade, Japan, Chalid, Irak, Enache Panait, Rumänien und Niederlagen gegen Todorow und Lomidse;
- 1971, 5. Platz, WM in Sofia, GR, SS, mit Siegen über Ali Gharbi, Tunesien und Franz Labjohn, DDR, einem Unentschieden gegen Victor Dolipschi, Rumänien und einer Niederlage gegen Roschtschin;
- 1972, 4. Platz, OS in München, GR, SS, mit Siegen über Miguel Zambrano, Peru und Tomoni Tsuruta, Japan und Niederlagen gegen Ištvan Semeredi, Jugoslawien und Alexandar Tomow, Bulgarien;
- 1972, Bronzemedaille, OS in München, F, S, mit Siegen über Todorow, Alfons Hecher, BR Deutschland, Henk Schenk, USA und Ryszard Długosz, Polen und Niederlagen gegen Hollogin Baianmunch und Iwan Jarygin, UdSSR;
- 1973, 2. Platz, EM in Lausanne, F, S, mit Siegen über Hacı Osman Yıldırız, Türkei, Duncan, Großbritannien, Jutzeler und Harald Büttner, DDR und Niederlagen gegen Marin Ratschew, Bulgarien und Gulutkin;
- 1973, 2. Platz, WM in Teheran, F, S, mit Siegen über Dimitar Nekow, Bulgarien, Petr Drozda, ČSSR, Büttner und James Dushen, USA und einer Niederlage gegen Jarygin;
- 1973, 6. Platz, WM in Teheran, GR, SS, mit Sieg über Einar Gundersen, Norwegen und Niederlagen gegen Omar Topuz, Türkei und Petr Kment, ČSSR;
- 1974, 6. Platz, WM in Madrid, F, S, mit Siegen über Karl Bachmann, Schweiz und Panait und Niederlagen gegen Büttner und Jarygin